# Colias regia
Colias regia är en fjärilsart som beskrevs av Grum-grshimailo 1887. Colias regia ingår i släktet Colias och familjen vitfjärilar. Inga underarter finns listade i Catalogue of Life.